# Габидулин, Эрнст Мухамедович
Габиду́лин Эрнст Мухаме́дович (4 июня 1937 — 22 июня 2021) — доктор технических наук, профессор, заведующий кафедрой радиотехники с 1989 по 2010 г. МФТИ (ГУ), Заслуженный деятель науки Российской Федерации.

## Биография
Родился 4 июня 1937 года. Закончил МФТИ в 1959 году, получил квалификацию инженера-физика по специальности «Радиотехника». Продолжил обучение в аспирантуре в 1961 году. Закончил в 1964, а кандидатскую диссертацию защитил в 1968. В 1970 получил учёное звание доцента по кафедре радиотехники МФТИ.
В 1986 защитил диссертацию на соискание учёной степени доктора технических наук. С 1989 — учёное звание профессора по кафедре радиотехники МФТИ, и с 1989 по 2010 г. был её руководителем.
В 1998 году ему было присвоено звание «Соросовский профессор» (с годовым грантом).
В 2001 году награждён медалью ордена «За заслуги перед Отечеством» II степени.
C 2010 до кончины — профессор кафедры радиотехники Московского физико-технического института.
Действительный член общественной организации «Международная академия информатизации».

## Научная деятельность
Автор более 120 научных трудов, включая несколько монографий, преимущественно в области теории кодирования и криптографии.
Известен как автор нового метода: ранговое кодирование.
Участник и соорганизатор многих международных и всероссийских научных конференций по теории информации.

## Книги
- В. Б. Афанасьев, Э. М. Габидулин. Кодирование в радиоэлектронике. — М.: Радио и связь, 1986. — 175 с.
- Габидулин Э. М., Пилипчук Н. И. Лекции по теории информации — МФТИ, 2007. — 214 с. — ISBN 978-5-7417-0197-3
- Габидулин Э. М., Кшевецкий А. С., Колыбельников А. И. Защита информации: учебное пособие — М.: МФТИ, 2011. — 225 с. — ISBN 978-5-7417-0377-9